# Dobrowolski (forskningsstation)

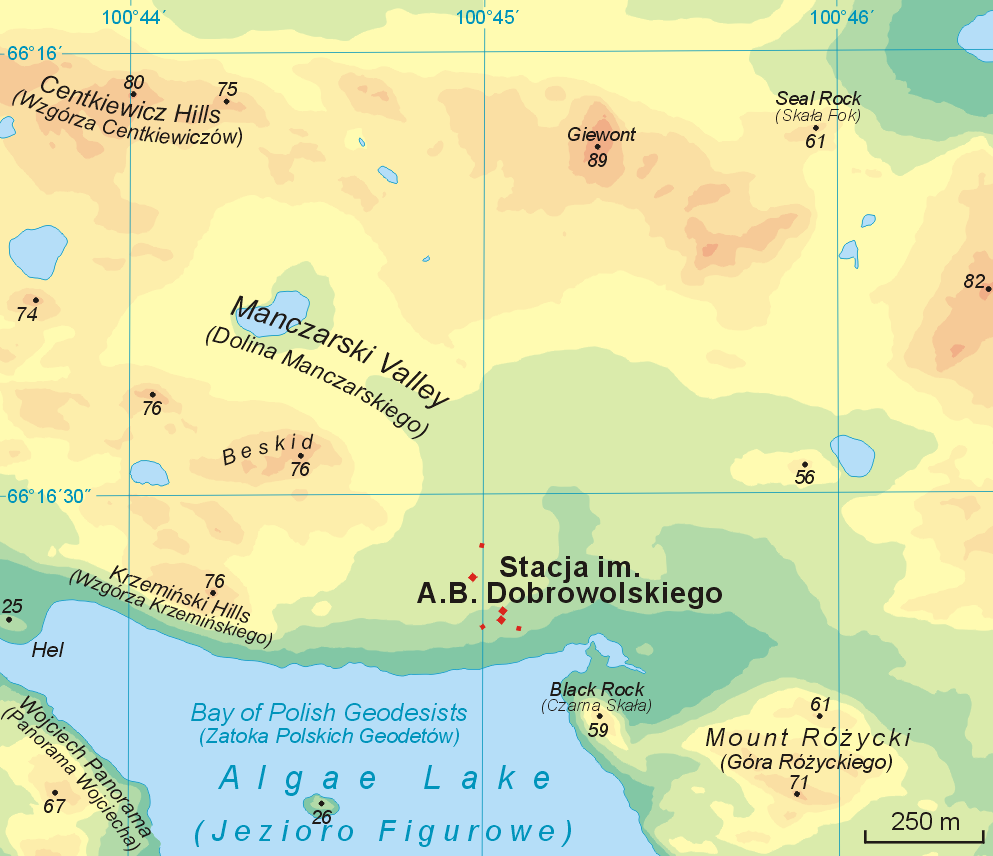
Karta över stationens omgivningar.

Dobrowolski, polska: Stacja im. Antoniego Bolesława Dobrowolskiego, är en före detta polsk forskningsstation i Antarktis. Den var tidigare en sovjetisk forskningsstation, Oazis som byggdes 1956. Den togs över av Polen 1959 och de namngav den efter den polska polarforskaren Antoni Bolesław Dobrowolski som deltog i Belgiska Antarktisexpeditionen i slutet av 1800-talet. Den är belägen vid sjön Algae Lake i den delvis isfria området Bungerbergen i Queen Mary Land. Kostnaderna för att bemanna stationen var dyra och den har varit obemannad sedan 1970-talet.

## Oazis
Det öppnade den 15 oktober 1956, och bestod av två byggnader och anppassad för en personalstyrka på åtta personer. Basen var i bruk fram till slutet av 1958. Stationen ligger 360 kilometer öster om en annan sovjetisk forskningsstation,  Mirny.
Oazis togs över av Polen i januari 1959 och döptes till Stacja im. Antoniego Bolesława Dobrowolskiego.
Ett magnetiskt observatorium med en plakett till minne av öppnandet av Oazis är uppsatt på Antarktisfördragets lista över historiska platser och kulturminnen i Antarktis med nummer HSM-10.

## Dobrowolski
Stationen uppkallade efter den polska geofysikern, meteorologen och polarforskaren Antoni Bolesław Dobrowolski. Basen består av två byggnader och är anpassad för en personalstyrka på åtta personer. På grund av otillgängligheten har den bara använts kortare perioder. I februari 1979 gjordes ett försök att bemanna stationen. Personalen misslyckades att övervintra och evakuerades till den sovjetiska forskningsstationen Mirny.
Omkring sju kilometer väster om Dobrowolski har Australien sedan 1986 drivit forskningsstationen Edgeworth David Base på somrarna.
En betongpelare som uppfördes av den första polska Antarktisexpedition för att genomföra gravitationsmätningar i januari 1959 är uppsatt på Antarktisfördragets lista över historiska platser och kulturminnen i Antarktis med nummer HSM-49.